# Павленко, Александр Дмитриевич
Алекса́ндр Дми́триевич Павле́нко (11 апреля 1999, Кишинёв, Молдавия) — российский хоккеист, нападающий. Выступает за украинский «Сокол» из Киева.

## Биография
Александр Павленко родился 11 апреля 1999 года в Кишинёве.
Начал заниматься хоккеем в «Орбите» из Зеленограда. Выступал за юношеские команды московского «Спартака», калязинской «Волны», московского ЦСКА, сборные Москвы и Тверской области.
Играет на позиции нападающего.
В сезоне-2014/15 сыграл 5 матчей за сборную России среди юношей до 16 лет, набрал 2 (1+1) очка.
В 2016—2019 годах выступал в Молодёжной хоккейной лиге за «Авто» из Екатеринбурга. За три сезона провёл 176 матчей, набрал 70 (35+35) очков. В сезоне-2018/2019 стал серебряным призёром МХЛ.
В сезоне-2019/2020 выступал в чемпионате Латвии за «Земгале» из Елгавы. Провёл 25 матчей, набрал 31 (12+19) очков. В межсезонье играл за «Горняк» из Учалов.
В сезоне-2020/2021 играет в чемпионате Украины за киевский «Сокол».